# Brochal
En arquitectura, se llama brochal a un elemento estructural lineal que en un forjado salva una distancia entre vigas u otros brochales con el objetivo de crear un hueco en el forjado, de manera que éste puede forjarse apoyándose en el brochal, que desvía las cargas a las vigas. Su uso es particularmente corriente para formar los huecos por los que las escaleras atraviesan los pisos. Los brochales, al igual que el resto de los elementos del forjado, pueden ser de diversos materiales, siempre que tengan un buen comportamiento a flexión y, en menor grado a cortante. Normalmente son de hormigón armado, madera o acero.
Parece ser que el nombre proviene de los maderos que por cada extremo iban ensamblandos en un cabio y con el cual se ensamblan los maderos de suelo que de intento se echan más cortos que los demás a fin de que, no llegando por una parte hasta el muro, quede hueco correspondiente para una caja de chimenea. Es por lo mismo el brochal un madero puesto atravesado delante de un hueco de chimenea. También, de todo madero arrimado a un muro, apeado de canecillos, el cual recibe los maderos del suelo.